# Dispersion (Strahlenschutz)
Mit Dispersion bezeichnet man im Strahlenschutz die Ausbreitung von Radioaktivität im Kontext der jeweiligen meteorologischen Situation.
Dispersionssituationen stellen sich sowohl im Normalbetrieb (etwa bei gelegentlichen Revisionsabgaben) wie bei gewissen Störfall- oder dann Unfallsituationen von kerntechnischen Anlagen sowie anderen Anlagen mit Verwendung von radioaktiven Stoffen ein. Sie werden zum einen messtechnisch im Ist-Zustand erfasst (z. B. mittels ODL-Messnetz in Deutschland oder MADUK und NADAM in der Schweiz), zum anderen werden bei Stör- und v. a. Unfallsituationen aufgrund von prognostizierten Quelltermdaten und aktuellen meteorologischen Daten Dispersionsprognosen erstellt, die der Alarmierung der betroffenen Bevölkerung und dem Katastrophenschutz dienen.
Die Modelle zur Dispersionsberechnung werden von der Wissenschaft geliefert. Als Beispiel sei hier eine spanische Studie für einen Unfall im Kernkraftwerk Almaraz angeführt. Sie unterstellt bei der real herrschenden Wetterlage vom 10. Mai 2007 einen Kernschaden im Reaktor oder einen Unfall im Abklingbecken für Brennelemente, der zu einem ziemlich kleinen Containment-Leck führt. Freigesetzt werden (im Modell-Beispiel) während 2 Stunden 1016 Becquerel Cäsium bei einer Westwindlage. Die Dispersionsgrafik über rund 80 Kilometer zeigt eine annähernd halbkegelförmige, relativ bodennahe Aktivitätsfahne. Darin findet sich ein kurzer und schmaler Korridor höchster Strahlungs-Intensität von der Quelle her in Windrichtung. Dieser geht mit zunehmender Distanz über in einen breiteren Korridor mittlerer Strahlung, der flankiert ist von Bereichen geringerer Strahlung. Die Bodenablagerungen, welche die Wolke zurücklässt, zeigen ein ähnliches Bild.
Die räumliche Ausdehnung einer solchen Freisetzungswolke respektive deren Spaltproduktekonzentration sind abhängig vor allem von der Freisetzungsdauer respektive von der Größe des entstandenen Lecks. Diese Determinanten können bis zu einem gewissen Grade mit Notstandsmaßnahmen beeinflusst werden. So gelingt es vielleicht mit der Zeit – allerdings nur im Optimalfall – eine Armatur zu schließen und damit das Containment-Leck zu beseitigen oder zumindest zu verkleinern. Oder aber es kann z. B. durch Reparatur einer Pumpe oder eines Notstromdieselaggregats der schmelzende Kern geflutet werden, womit – allerdings mit längerem Zeitfenster – die Freisetzung ebenfalls vorzeitig gestoppt würde. Sollten die Spaltprodukte über einen längeren Zeitraum im Containment des KKW zurückgehalten werden, bevor es zu einem Leck käme, würde dies zum einen durch Ablagerungs-Prozesse an den Containment-Strukturen, zum anderen durch radioaktiven Zerfall einiger Nuklide zu einem geringeren Quellterm führen.
Generell gesehen verdünnt sich die Wolke zwar mit zunehmendem Abstand vom Austrittsort. Es ist jedoch denkbar, dass sie im Abstand von einigen Dutzend Kilometern in eine Front kühlerer Luftmassen gerät. Damit würde sie teils wieder kondensieren und es wäre auch in größeren Distanzen wieder mit intensiveren Strahlungs-Wirkungen zu rechnen. Es ist anzufügen, dass die obigen Ausführungen teilweise nur für Leichtwasserreaktoren gelten und dass für KKW z. B. des 1986 verunfallten Tschernobyl-Typs auch andere Gesetzmäßigkeiten eine Rolle spielen.